# 김태흠
김태흠(金泰欽, 1962년 2월 4일~)은 대한민국의 정치인으로, 민선 8기 충청남도지사이다. 제19·20·21대 국회의원을 지냈다.

## 학력
- 수부국민학교 졸업
- 웅천중학교 졸업
- 공주고등학교 졸업
- 1982년~1990년 건국대학교 무역학과 학사
- 2003년 서강대학교 공공정책대학원 행정학 석사

## 경력
- 김용환 재무부 장관 보좌관[1]
- 1996년: 김용환 국회의원 보좌관
- 1996년: 자유민주연합 원내행정실 의원부장
- 1998년 1월~1998년 3월 31일: 국무총리비서실 행정관(4급 정무비서관)
- 1998년 4월 1일[2]~1999년 6월 18일: 국무총리비서실 정무비서관실 공보과장
- 1999년 6월 19일~2001년 1월 21일: 국무총리비서실 정책담당비서관실 공보비서관
- 2001년 1월 22일[3]~2003년: 국무총리실 총무담당 비서관[4]
- 2004년~2006년: 한나라당 충청남도당 대변인
- 2004년: 한나라당 제1정책조정위원회 부위원장
- 2006년: 한나라당 충청남도당 보령시·서천군 지구당원협의회 운영위원장
- 2006년 6월 20일~2006년 7월 5일: 충청남도 정무부지사 서리
- 2006년 7월 6일~2007년 8월 31일: 충청남도 정무부지사
- 2007년~2012년: 한나라당 충청남도당 보령시·서천군 당원협의회 위원장
- 2008년~2009년: 한나라당 충청남도당 위원장
- 2009년~2010년: 순천향대학교 행정학과 겸임교수
- 2011년~2012년: 새누리당 여의도연구소 부소장
- 2012년~2017년: 새누리당 충청남도당 보령시·서천군 당원협의회 위원장
- 2012년 4월 11일: 대한민국 제19대 국회의원 선거 당선(충남 보령시·서천군, 새누리당, 초선)
- 2012년 5월 30일~2016년 5월 29일: 제19대 국회의원(충남 보령시·서천군, 새누리당, 초선)
  - 2012년 7월~2013년 5월: 제19대 국회 윤리특별위원회 간사
  - 2013년 4월~2015년 4월: 제19대 국회 국토교통위원회 위원
  - 2013년 6월~2014년 5월: 제19대 국회 운영위원회 위원
  - 2015년 4월~2016년 5월: 제19대 국회 기획재정위원회 위원
- 2013년 5월~2014년 5월: 새누리당 원내부대표, 원내대변인
- 2016년 4월 13일: 대한민국 제20대 국회의원 선거 당선(충남 보령시·서천군, 새누리당, 재선)
- 2016년 5월 30일~2020년 5월 29일: 제20대 국회의원(충남 보령시·서천군, 새누리당→자유한국당→미래통합당, 재선)
  - 2016년 6월: 제20대 국회 전반기 농림축산식품해양수산위원회 간사
  - 2018년 7월: 제20대 국회 후반기 농림축산식품해양수산위원회 위원
- 2016년 6월: 새누리당 제1사무부총장
- 2017년 7월~2018년 6월: 자유한국당 최고위원
- 2018년 5월~2018년 6월: 자유한국당 6·13 지방선거 중앙선거대책위원회 부위원장
- 2018년 12월~2020년 2월: 자유한국당 충청남도당 보령시·서천군 당원협의회 위원장
- 2019년  3월: 자유한국당 좌파독재저지특별위원회 위원장
- 2019년 9월~2020년 2월: 자유한국당 충청남도당 위원장
- 2019년 9월: 자유한국당 아프리카 돼지열병 대책 마련을 위한 태스크포스 위원
- 2020년 2월~2020년 7월: 미래통합당 충청남도당 위원장
- 2020년 2월~2020년 9월: 미래통합당 충청남도당 보령시·서천군 당원협의회 위원장
- 2020년 4월 15일: 대한민국 제21대 국회의원 선거 당선(충남 보령시·서천군, 미래통합당, 3선)
- 2020년 5월 30일~2022년 4월 29일: 제21대 국회의원(충남 보령시·서천군, 미래통합당→국민의힘, 3선)
  - 제21대 국회 전반기 기획재정위원회 위원
  - 제21대 국회 전반기 국회운영위원회 위원
  - 제21대 국회 전반기 기획재정위원회 경제재정소위원회 위원
  - 제21대 국회 전반기 농림축산식품해양수산위원회 위원장
- 2020년 9월~2022년 4월: 국민의힘 충청남도당 보령시·서천군 당원협의회 위원장
- 2020년 12월: 국민의힘 노동혁신특별위원회 위원
- 2021년 12월~2022년 1월: 국민의힘 살리는 선거대책위원회 총괄특보단 정무특보단장
- 2022년 1월~2022년 3월: 국민의힘 제20대 대통령 선거 윤석열 대통령 후보 직속 총괄특보단 정무특보단장
- 2022년 6월 1일: 제8회 전국동시지방선거 당선(민선 8기, 충청남도지사, 국민의힘, 초선)
- 2022년 7월~: 제39대 충청남도지사(민선 8기, 국민의힘, 초선)
- 충남도립대학교 이사장
- 충남테크노파크 이사장
- 재단법인 운정재단 이사
- 2024년 1월~2024년 12월: 제17대 전국시도지사협의회 부회장

## 제19대 국회
- 2012년 5월 30일~2016년 5월 29일: 제19대 국회의원(충남 보령시·서천군, 새누리당, 초선)
- 제19대 국회 전반기 윤리특별위원회 간사
- 제19대 국회 전반기 국토교통위원회 위원
- 새누리당 원내부대표, 원내대변인
- 제19대 국회 전반기 운영위원회 위원
- 제19대 국회 후반기 기획재정위원회 위원

## 제20대 국회
- 2016년 5월 30일~2020년 5월 29일: 제20대 국회의원(충남 보령시·서천군, 새누리당→자유한국당→미래통합당, 재선)
- 새누리당 제1사무 부총장
- 제20대 국회 전반기 농림축산식품해양수산위원회 간사
- 자유한국당 최고의원
- 제20대 국회 후반기 농림축산식품해양수산위원회 위원
- 제20대 국회 후반기 정치개혁특별위원회 위원

## 제21대 국회
- 2020년 5월 30일~2022년 4월29일: 제21대 국회의원(충남 보령시·서천군, 미래통합당→국민의힘, 3선)
- 제21대 국회 전반기 기획재정위원회 위원
- 제21대 국회 전반기 국회운영위원회 위원
- 서민금융활성화 및 소상공인포럼 구성의원
- 제21대 국회 전반기 기획재정위원회 경제재정소위원회 위원
- 한-라오스 의원친선협회 회장
- 제21대 국회 전반기 농림축산식품해양수산위원회 위원
- 제21대 국회 전반기 농림축산식품해양수산위원회 위원장

## 논란

### 정의구현 사제단에게 종북구현사제단 발언
- 2013년 11월 24일 박창신을 비롯한 천주교 정의구현사제단 전주교구의 일부 사제들이 이틀 전인 11월 22일 시국미사를 통해 박근혜 대통령의 퇴진을 언급하자, “북한의 3대 세습과 인권문제에 대해서는 침묵하는 이율배반적 행태를 보여 왔다는 점에서 정의구현사제단의 일부는 ‘종북구현사제단’에 가깝다는 비판까지 나오고 있다”, “천주교 정의구현사제단의 일부 사제들은 사제복 뒤에 숨지 말고 종북성향을 분명히 국민들 앞에 드러내길 바란다”고 발언했다.[5]

### 헌법의 권리인 노동3권 부정 논란
- 2013년 11월 26일 비정규직인 국회 청소용역 노동자의 정규직 전환 요구를 두고 “노동3권이 보장되면 파업만 벌일 것”이라는 취지의 발언을 해서 국회의원이 헌법에 보장된 노동3권을 부정한 것 아니냐는 지적을 받았다.[6] 이후에 "청소용역인지 뭔지 때문에 요즘 죽을 맛이다, 악플 댓글로 자살하는 연예인들의 심정을 알겠다"라고 막말하여 또 논란에 휩싸였다.[7] 김태흠의원은 "당시 발언 취지는 청소용역 근로자들의 직접 고용을 반대하는 게 아니라 직접 고용 후 발생할 문제에 대해 충분한 검토가 필요하다고 지적한 것"이라고 해명했다.[8]

### 세월호 유족 노숙자 비하 논란
- 국회 본청 앞에서 농성 중인 세월호 유가족들을 보며 기자들에게 “국회에서 저렇게 있는 것은 바람직하지 않다. 어디 뭐 노숙자들 있는 그런…바람직하지 않다”라면서 유가족을 노숙자에 비유하는 듯한 언급을 하여 논란이 되었다.[9] 이에 새누리당 내부에서도“이런 발언과 행태는 구태 그 이상도 이하도 아니다”라며 비판받았다.[10] 김태흠의원은 "국회의장이 집회를 허가해 유족들을 고생시킬 것이 아니라 만나서 문제 해결을 해야한다는 취지의 발언이었다"고 해명했다.[11]

### 폭탄주 술판으로 바른사회시민의회의 워스트인사 선정
- 보수성향 시민단체인 '바른사회시민회의'에서 선정한 2015년 6월의 워스트 인사에 선정되었다. 2015년 6월에 충남도의회 새누리당 소속 도의원 등이 참석한 메르스 관련 충남도내 현안과 총선 문제 등을 논의하는 자리에서 폭탄주 등 술판을 벌여 논란이 됐다.[12] 의원들간 친목을 도모하기 위해 음주를 하는 것은 이해할 수 있다고 하더라도, 현재 국민들이 메르스(2015년 대한민국 중동호흡기증후군 유행)로 인해 불안해하고 있고, 노심조차 사태가 진정되고 그에 따른 적절한 안전조치가 이루어지길 바라고 있는 시기에 적절치 않은 처신이었다고 평가하였다. 김태흠의원은 “메르스 사태와 관련해 대책을 협의하는 자리에서 저녁 식사 중 반주로 소주와 맥주를 섞어 몇잔씩 마시기는 했지만 술 파티로 표현하는 것 부적절하다”고 해명했다.

## 배우자, 자녀
- 배우자: 이미숙
- 자녀: 1남 1녀[13]

## 역대 선거 결과
|  | 6.53% |

|  | 33.4% |

|  | 46.68% |

|  | 50.7% |

|  | 50.8% |

|  | 53.87% |

## 소속 정당
| 소속 정당 | 소속 정당    | 소속 기간 | 비고           |
| --------- | ------------ | --------- | -------------- |
|           | 자유민주연합 | 1995~1998 | 창당 정계 입문 |
|           | 무소속       | 1998~2004 | 탈당           |
|           | 한나라당     | 2004~2006 | 입당           |
|           | 무소속       | 2006~2007 | 탈당           |
|           | 한나라당     | 2007~2012 | 복당           |
|           | 새누리당     | 2012~2017 | 당명 변경      |
|           | 자유한국당   | 2017~2020 | 당명 변경      |
|           | 미래통합당   | 2020      | 합당           |
|           | 국민의힘     | 2020~현재 | 당명 변경      |

## 같이 보기
- 보령시·서천군
- 보령시의 국회의원
- 서천군의 국회의원
- 충청남도지사
- 충청남도 부지사